# Kilchoman

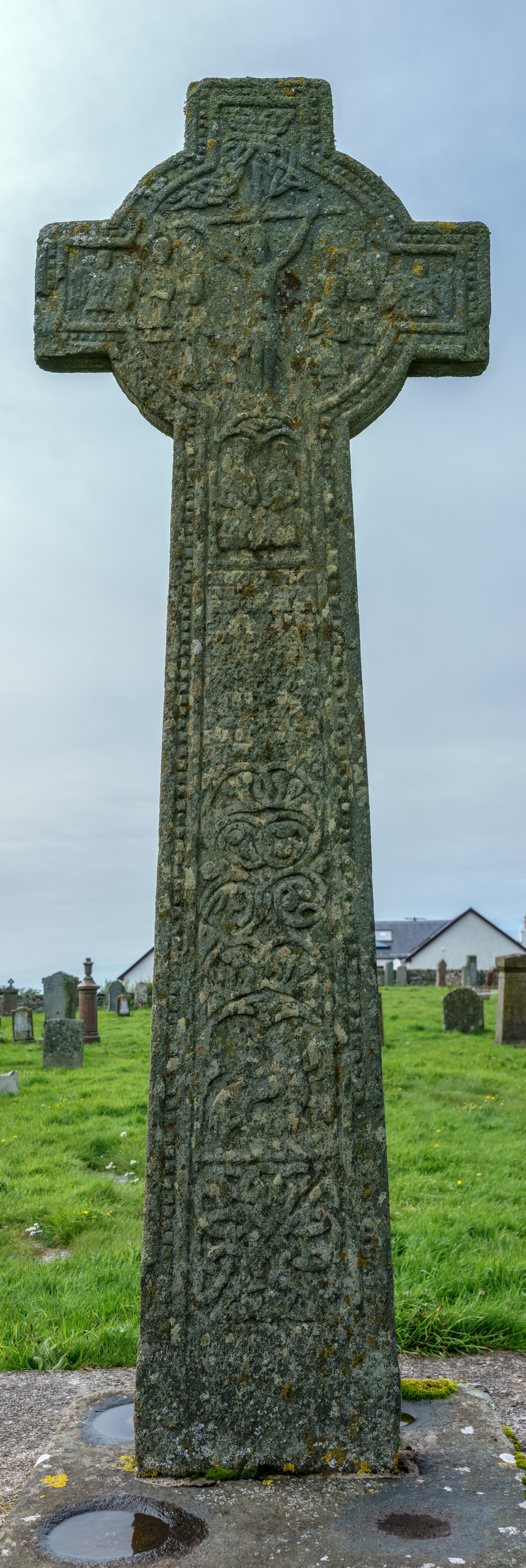
Cruz de Kilchoman

Kilchoman ( /kɪlˈxɒmən/ kil-KHOM -ən o  /kɪl'hɒmən/ kil-HOM -ən; en gaélico escocés: Cill Chomain  [kʲʰiːʎ ˈxɔmɛɲ]) es un pequeño asentamiento y parroquia en la isla escocesa de Islay, en las Hébridas Interiores, dentro del consejo unitario de Argyll and Bute .

## Asentamiento

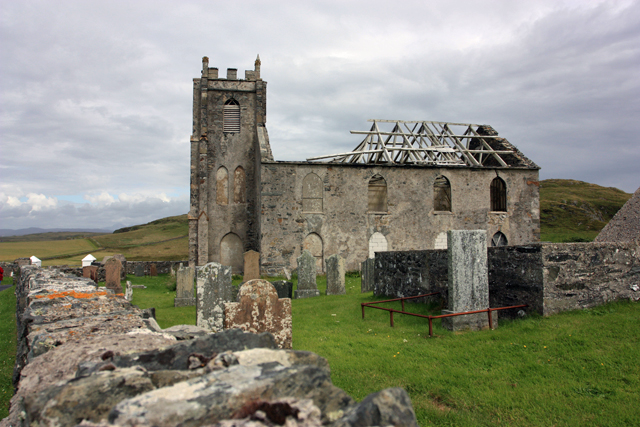
Iglesia parroquial en ruinas

El asentamiento de Kilchoman consta de un pequeño número de casas reunidas alrededor de la iglesia del siglo XIX, un poco más arriba de la playa y las dunas de Machir Bay, "conocida localmente como Kilchoman Beach o Machrie Beach". El sitio es antiguo y se remonta a la cristianización temprana de la costa de Argyll. La iglesia actual fue construida en 1827 para servir a una gran comunidad que desde entonces ha desaparecido. Dejó de utilizarse como lugar de culto en 1977. Antes de 1827, una iglesia medieval se encontraba en la ubicación de la iglesia ahora en ruinas y antes de eso, allí se encontraba una capilla que data de aún más temprano. El cementerio que rodea la iglesia contiene muchas esculturas medievales y renacentistas, y una notable cruz alta, la Cruz de Kilchoman, que data del siglo XIV o XV. El escultor de la cruz pertenecía a la Iona School.
Cerca del asentamiento hay otro cementerio, el cementerio militar de Kilchoman, mantenido por la Commonwealth War Graves Commission . Este contiene los restos de las víctimas del hundimiento del HMS Otranto en 1918.
A poca distancia al este se encuentra la Kilchoman Distillery.
Las chovas se reproducen en el área de tierras de cultivo alrededor del asentamiento y en la costa sur de Loch Gorm, representan alrededor del 10 % de la población de esta vulnerable ave en las islas británicas .

## Parroquia de Kilchoman

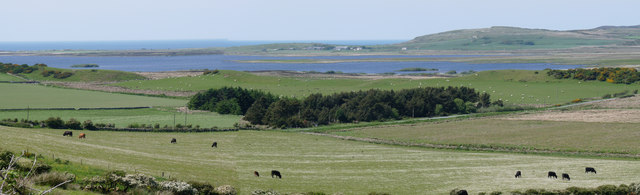
Loch Gorm en la parte central de la parroquia

La parroquia cubre la parte oeste de la isla de Islay, cubriendo los Rinns de Islay, y el área alrededor y al norte de Loch Gorm, y limita al este con Loch Gruinart y Loch Indaal para un área total de alrededor de 100 millas cuadradas (250 km 2 ). Por lo tanto, incluye los asentamientos de Ardnave, Bruichladdich, Claddach, Conisby, Kilchiaran, Kilnave, Nerabus, Port Charlotte, Portnahaven y Port Wemyss.